# Clause de préciput
 (novembre 2024).
En droit civil, la clause de préciput confère à son bénéficiaire, soit le conjoint désigné, soit le conjoint survivant, le droit de prélever certains biens avant mise en œuvre du partage successoral et ce sans contrepartie.

## Droit français
Elle est règlementée dans le code civil de l'article 1515 à l'article 1519 inclus lorsqu'elle est mise en œuvre avant le mariage.
Lorsque les époux sont déjà unis, cette clause doit être mise en œuvre par une modification du régime matrimonial selon les règles de l'article 1397 du code civil.

## Droit québécois
Les règles sur le préciput conventionnel étaient édictées aux articles 1402 et 1403 du Code civil du Bas-Canada. Ce Code civil a été remplacé par le Code civil du Québec en 1994, où la notion n'est pas mentionnée, entre autres parce que le législateur a plutôt décidé d'établir des règles impératives sur le partage du patrimoine familial (art. 415-418 C.c.Q.).
« Art. 1402 C.c.B.C. : Le préciput n’est point regardé comme un avantage sujet aux formalités des donations, mais comme une convention de mariage».
« Art. 1403 C.c.B.C. La mort naturelle donne, de plein droit, ouverture au préciput ».